# Perfect-area complete!
「Perfect-area complete!」（パーフェクト・エリア・コンプリート）は、麻生夏子の3作目のシングル。2010年1月27日にLantisから発売された。

## 概要
前作「Programming for non-fiction」から約6ヶ月ぶりのリリースであり、2010年1作目のシングル。表題曲「Perfect-area complete!」は、テレビアニメ『バカとテストと召喚獣』オープニングテーマとして発表された楽曲で、劇中の世界観に合わせたかのようなアップテンポな曲調となっている。

## 収録曲
1. Perfect-area complete! [4:03] 
作詞：畑亜貴、作曲・編曲：前山田健一
2. Dream into action! [4:05] 
作詞：こだまさおり、作曲：前山田健一、編曲：A-bee
3. Perfect-area complete!（Instrumental）
4. Dream into action!（Instrumental）

## タイアップ
| 曲名                   | タイアップ                                             |
| ---------------------- | ------------------------------------------------------ |
| Perfect-area complete! | テレビアニメ『バカとテストと召喚獣』オープニングテーマ |